# Arhopala camdeo
Arhopala camdeo är en fjärilsart som beskrevs av Moore 1857. Arhopala camdeo ingår i släktet Arhopala och familjen juvelvingar. Inga underarter finns listade i Catalogue of Life.

## Bildgalleri

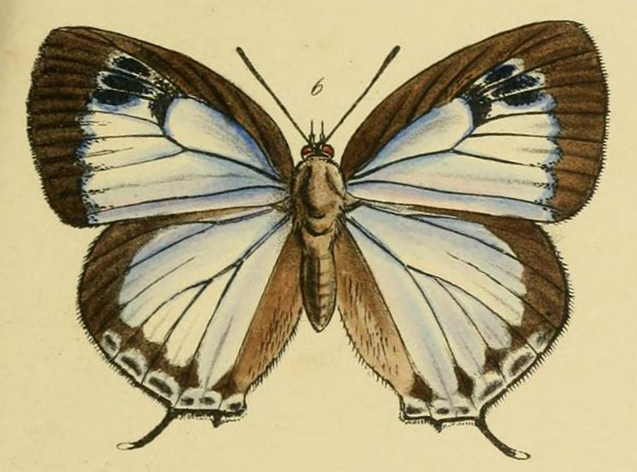
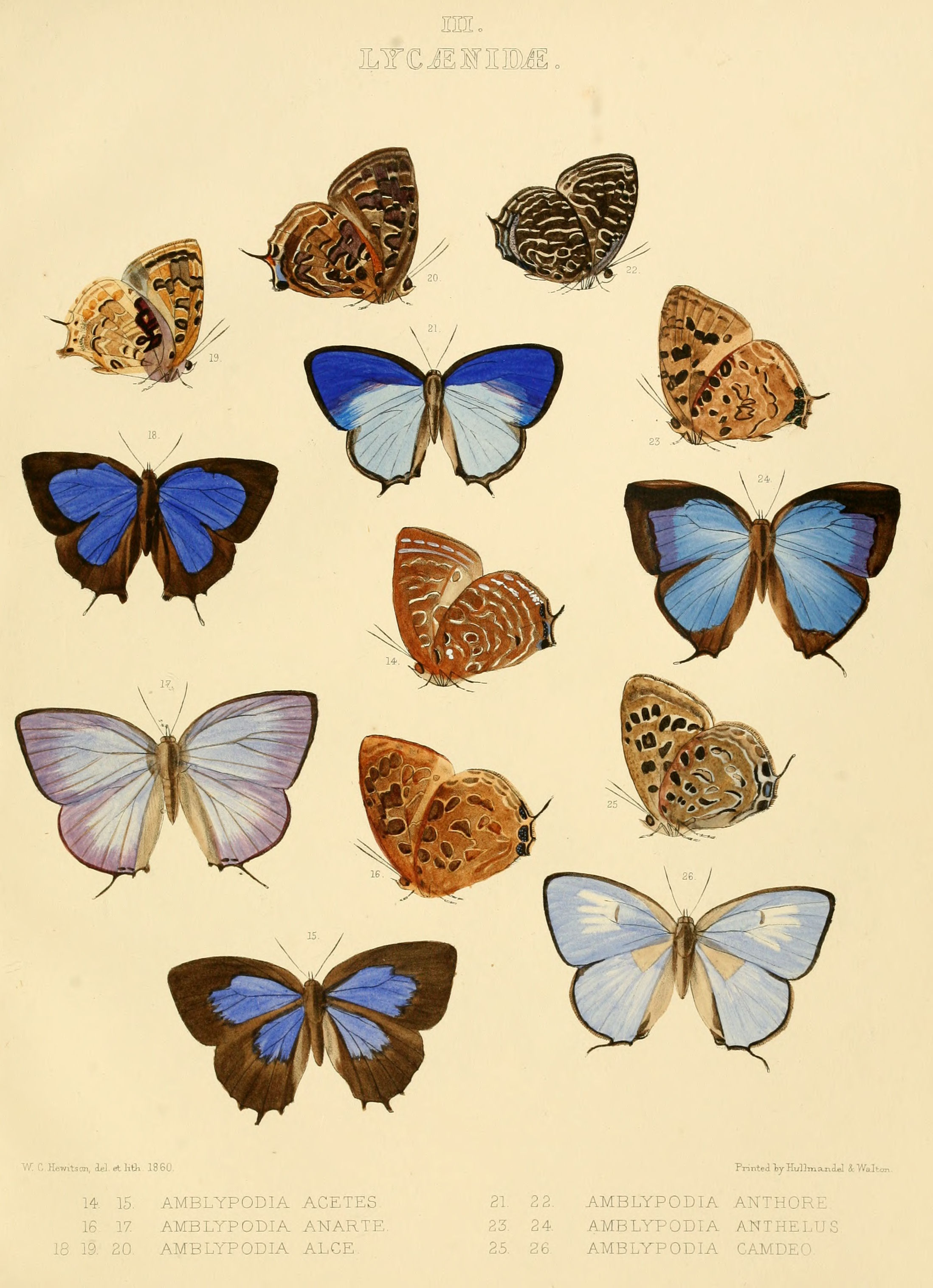
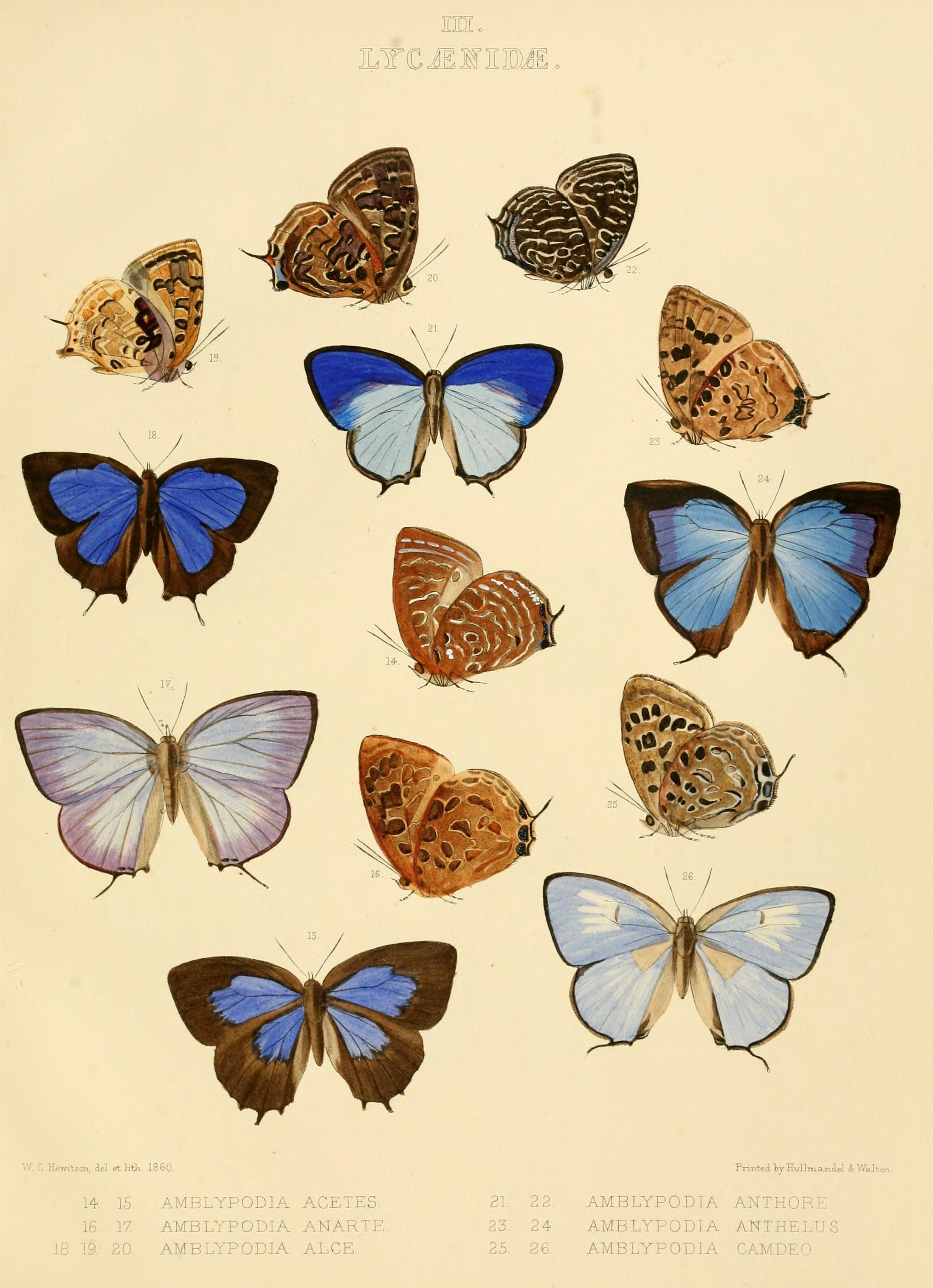